# Five Easy Hot Dogs
Five Easy Hot Dogs è il quinto album in studio del musicista canadese Mac DeMarco, pubblicato nel 2023.

## Tracce
1. Gualala – 2:43
2. Gualala 2 – 2:26
3. Crescent City – 2:27
4. Portland – 3:05
5. Portland 2 – 2:12
6. Victoria – 2:41
7. Vancouver – 2:37
8. Vancouver 2 – 2:02
9. Vancouver 3 – 2:47
10. Edmonton – 2:23
11. Edmonton 2 – 2:43
12. Chicago – 2:24
13. Chicago 2 – 2:12
14. Rockaway – 2:06